# 이집트의 로마 가톨릭 교구 목록
 이집트의 가톨릭의 교구는 곱틱전례 가톨릭관구에 총대주교구 1개와 일반교구 7개로 구성되며, 그외 로마 가톨릭 대목구1개, 기타 동방전례 교구들이 1개씩 있다.

## 콥틱전례 알렉산드리아교회 교구

### 알렉산드리아 총대주교 관구(Province of Alexandria)
- 알렉산드리아 총대주교구(Patriarchal See of Alexandria)
  - 알렉산드리아 교구(Diocese of Alexandria)
  - 아시우트 교구(Diocese of  Assiut)
  - 구이제 교구(Diocese of  Guizeh)
  - 이스마일리아 교구(Diocese of Ismayliah)
  - 룩소르 교구(Diocese of Luqsor)
  - 미니아 교구(Diocese of Minya)
  - 소하그 교구(Diocese of  Sohag)

## 기타 전례 교회 교구
- 아메리칸전례 알렉산드리아 교구(Diocese of Alexandria)
- 그리스-멜키드전례 알렉산드리아 총대주교구(Patriarchal See of Alexandria)
- 칼데아전례 카이로 교구(Diocese of  Cairo)
- 마로니트전례  카이로 교구(Diocese of  Cairo)
- 시리안전례 카이로 교구(Diocese of  Cairo)
- 라틴전례 알렉산드리아 대목구(Apostolic Vicariate of Alexandria) 로마 가톨릭교회